# Skyler Day
Skyler Day (Cumming (Georgia), 2 augustus 1991) is een Amerikaans actrice en zangeres.

## Biografie
Day werd geboren in Cumming (Georgia) en groeide op met een tweelingbroer en oudere zus. Zij begon al op jonge leeftijd met gymnastiek en modelwerk en haar studie heeft zij gevolgd via thuisonderwijs. In 2004 verhuisde zij met haar familie naar Riverside County voor haar acteercarrière.
Day is naast het acteren ook actief als zangeres in voornamelijk countrymuziek, haar werk is voor het meest te vinden op haar persoonlijke YouTube pagina.
Day begon in 2003 als jeugdactrice met acteren in de korte film A Perilous Dance: The Damon DeRivers Story, waarna zij nog meerdere rollen speelde in films en televisieseries.

## Filmografie

### Films
Uitgezonderd korte films.
- 2013 Channeling – als Ashleigh Maddox
- 2011 Who Is Simon Miller? – als Sarah Miller
- 2010 Backlight – als Lucy
- 2006 Hollis & Rae – als Stephanie
- 2005 Untitled David Diamond/David Weissman Project – als Liza
- 2003 The Adventures of Ociee Nash – als Ociee Nash

### Televisieseries
Uitgezonderd eenmalige gastrollen.
- 2019-2022 The Resident - als verpleegster Clara Rasmussen - 7 afl.
- 2017 Raven's Home - als Paisley - 3 afl.
- 2016-2017 Sweet/Vicious - als Mackenzie - 9 afl.
- 2015-2017 Con Man - als Tiffany Gizela - 5 afl.
- 2014-2015 Pretty Little Liars - als Claire - 2 afl.
- 2011-2014 Parenthood – als Amy Ellis – 17 afl.
- 2013-2014 Law & Order: Special Victims Unit – als Renee Clark – 2 afl.
- 2012 Army Wives – als Sophie Clarke – 3 afl.
- 2010-2011 Gigantic – als Maggie Ritter – 15 afl.